# Steneryd
Steneryd är en by i Torhamns socken i Karlskrona kommun i Blekinge län. Där finns naturreservatet Steneryds lövängar.